# Бандикут тасманійський
Бандикут тасманійський (Perameles gunnii) — вид сумчастих із родини бандикутових (Peramelidae).

## Морфологічна характеристика
Довжина тіла від носа до хвоста становить до 340 мм. Череп сплощений, а мордочка вусата й дуже довга. Голова подовжена й тонка, звужується до рожевого носа. Вуха великі. Волосяний покрив сірувато-коричневий і дуже м'який; на торсі й задніх частинах є характерні бліді смуги, за якими цей вид легко відрізнити від інших. Волосяний покрив на нижній частині тіла кремово-білий. Хвіст має довжину ≈ 100 мм і також кремово-білий. На кінцівках є міцні кігті.

## Ареал
Проживає на о. Тасманія, Австралія; висота проживання від 0 до 950 метрів. Під час європейського поселення цей бандикут траплявся від крайнього південного сходу Південної Австралії через прибережну південно-західну частину Вікторії до місцевості поблизу Мельбурна, а також на більшій частині Тасманії. Останній запис із Південної Австралії був наприкінці 1800-х років, а остання дика вікторіанська субпопуляція була знищена приблизно в 2002 році. На материку його нинішній ареал обмежений двома реінтродукованими субпопуляціями в межах огорож, захищених від хижаків (материкові острови).
На Тасманії популяції населяють відкриті пасовища та зони пасовищного розвитку з ділянками щільного ґрунтового покриву. На материку цей вид раніше займав місцеві пасовища та трав'янисті ліси західних вулканічних рівнин Вікторії.

## Спосіб життя
Це нічна солітарна швидка й агресивна тварина. Більшу частину дня проводить у трав'яному гнізді. Основою раціону є безхребетні з ґрунту. При полюванні бандикут використовує добре розвинений нюх, а потім міцні кігті. Меншою часткою раціону є дрібні хребетні й рослинні матеріали (кореневі структури, ягоди).
Самиці народжують від 1 до 5 дитинчат (але зазвичай 2 чи 3). Розмноження може відбуватися протягом року, але може бути пригніченим під час тривалих періодів малої кількості опадів. За сприятливих умов ці бандикути є високоплідними, самиці здатні приносити до 4–5 виводків на рік.

## Загрози й охорона
Тварини ймовірно, зникли з материка через інтродукцію хижаків і руйнування середовища проживання від завезених травоїдних тварин. Вважається, що хижацтво червоних лисиць було особливо згубним, і нещодавнє завезення лисиць до Тасманії може становити серйозну загрозу для цього виду. Завезені вівці та кролики також очистили великі території від високотрав'я, що, мабуть, призвело до скорочення популяції.
Вид присутній у кількох заповідних територіях. Найважливішим заходом збереження виду в цілому є контроль над популяціями лисиць.